# Brugeroplevelse
Brugeroplevelse, på engelsk forkortet til UX (User eXperience), involverer en persons adfærd, indstilling og følelser omkring brugen af et bestemt produkt, system eller service.
Brugeroplevelse inkluderer det praktiske, eksperimentelle, følelsesmæssig, meningsfyldte og værdsatte aspekt af menneske/computer-interaktion og -produktejerskab. Yderligere inkluderer det en persons opfattelse af systemaspekter som nytte, brugervenlighed og effektivitet. Brugeroplevelse kan betragtes som subjektiv i sin natur i den grad at det drejer sig om individuel opfattelse og tanker med hensyn til systemet. Brugeroplevelse er dynamisk dersom det konstant modificeres over tid. Dette sker på grund af ændret omstændigheder for brugen og ændringer til det individuelle system, så vel som en bredere brugskontekst i hvilken det evt. kan forefindes.

## Definition
Den internationale ISO 9241-210, standard definerer brugeroplevelse som “en persons oplevelse og respons på resultatet fra brugen eller den forventede brug af et produkt, et system eller en service”. 
I følge ISO 9241 note 3 inkludere brugeroplevelsen alle brugerens følelser, tro, præferancer, opfattelse af, psykologiske respons og handlinger før, under og efter brugen af produktet, systemet eller servicen. 
ISO standarden oplister også tre faktorer der kan influerer på brugeroplevelsen:
- System 
- Brugeren  
- Kontekst for brug 

## Forbedring af brugeroplevelsen på internettet
Ved at forbedre brugeroplevelse på en hjemmeside kan personen eller organisationen bag siden hjælpe brugeren med at opfylde deres intention for brugen af hjemmesiden samt øge den kommercielle værdi af siden.
Forbedringen af brugeroplevelsen kan bl.a. ske ved at personen eller organisationen bag hjemmesiden stiller brugere i sidens målgruppe spørgsmål som: 
- Hvad er det første indtryk du får når du lander på denne side? 
- Kan du finde frem til relevant information? 
- Kan du finde frem til de knapper der kan opfylde din intention? 
- Hvilke følelser vækker denne side hos dig? 
Efterfølgende kan en dybdegående analyse af brugernes besvarelser danne grundlag for forbedrings hypoteser. Disse forbedringer kan føre til en øget kommerciel værdi af hjemmesiden. 

## Eksterne links
- Alternativ definition fra FatDUX Group ApS Arkiveret 8. januar 2015 hos  Wayback Machine med uddybende tekst